# Lambda Tauri
Lambda Tauri (λ Tau / 35 Tauri / HD 25204 / HR 1239) es una estrella variable de la constelación de Tauro de magnitud aparente +3,41. Se encuentra a unos 370 años luz de distancia del sistema solar.
Lambda Tauri es una binaria eclipsante formada por una estrella azul de tipo espectral B3V y una subgigante blanca de tipo A4IV. Se encuentran muy próximas, apenas separadas 0,10 UA —un 27% de la distancia entre Mercurio y el Sol—, y su plano orbital está casi en la línea de visión. La estrella blanca es 95 veces más luminosa que el Sol mientras que la estrella azul es 4000 veces más luminosa que el Sol.
El sistema tiene una edad aproximada de 100 millones de años.
Al ser menos luminosa la estrella blanca que la azul, cuando la primera pasa por delante de la segunda, el brillo de Lambda Tauri desciende a magnitud +4,1. Ello sucede cada 3,95 días, que corresponde al período orbital del sistema, y el eclipse dura 1,1 días de principio a fin. En el eclipse secundario (el paso de la estrella azul por delante de la estrella blanca) la variación del brillo es sólo una tercera parte de la del eclipse principal. Además, la proximidad entre ambas estrellas hace que las fuerzas de marea distorsionen la forma de las estrellas, por lo que también el brillo varía cuando no hay eclipses, en función de la sección de la estrella que es visible. Hay cierta evidencia de que puede existir transferencia de masa entre las dos estrellas.
Una tercera estrella, aún sin confirmar, podría completar el sistema estelar.
De masa similar al Sol, orbitaría alrededor del par interior a una distancia de 0,4 UA, siendo su período orbital de 33 días.